# Мизано (трасса)
Международный автодром Мизано (англ. Misano World Circuit Marco Simoncelli) — итальянский автодром, расположенный рядом с городом Мизано-Адриатико в Римини, Эмилия-Романья, Италия. Изначально спроектированный в 1969 году длиной 3.488 м, он принял свою первую гонку в 1972 году.
В 1993 длина трека была изменена до 4064 м. Тогда же, во время Гран-при Италии, в результате аварии получил тяжёлые травмы позвоночника Уэйн Рейни, после чего он был вынужден завершить карьеру.
С чемпионата мира MotoGP 2007 года автодром принимает у себя Мото Гран-при Сан Марино.
3 ноября 2011 года советом директоров компании Santamonica SpA, владеющей автодромом, было принято решение о его переименовании в Simoncelli International Circuit Misano, в честь итальянского мотогонщика «Грезини» Марко Симончелли, который разбился в гонке MotoGP-2011 в Малайзии.